# اوننو یوکیئوجی

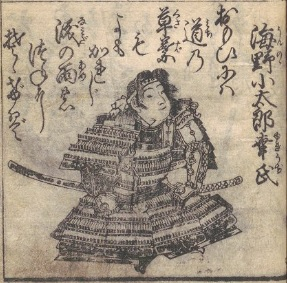

اوننو یوکیئوجی (به ژاپنی: 海野 幸氏 うんの ゆきうじ)، تولد ۱۱۷۳ میلادی - مرگ نامشخص، یک سامورایی و گوکه‌نین در اواخر دوره هی‌آن و اوایل دوره کاماکورا بود. او یکی از هشت کماندار بزرگ آن زمان به حساب می‌آمد و به همراه  رهبر خاندان تاکدا، تاکدا نوبومیتسو، اوگاساوارا ناگاکیو و موچیزوکی شیگه‌تاکا ja:望月重隆 یکی از «چهار پادشاه تیراندازی با کمان» نامیده می‌شد.
او همچنین به عنوان یک فرمانده نظامی فعال بود و در آزوما کاگامی نوشته شده است که در انتقام برادران سوگا در سال ۱۱۹۳ به عنوان محافظ یوریتومو خدمت کرد.